# Töreboda
Töreboda – miejscowość (tätort) w Szwecji, w regionie administracyjnym (län) Västra Götaland. Siedziba władz (centralort) gminy Töreboda.
Miejscowość położona jest w prowincji historycznej (landskap) Västergötland, ok. 40 km na północny wschód od Skövde. Przez Töreboda przebiega linia kolejowa Västra stambanan (Sztokholm – Göteborg), przecinająca tam Kanał Gotyjski (Göta kanal).
W 2010 r. Töreboda liczyła 4189 mieszkańców.